# Općina Lendava
Općina Lendava (slo.:Občina Lendava) je općina u sjeveroistočnoj Sloveniji u pokrajini Prekomurje i statističkoj regiji Pomurje. Središte općine je naselje Lendava s 3.395 stanovnika.

## Zemljopis
Općina Lendava nalazi se u sjeveroistočnom dijelu Slovenije, na granici s Mađarskom i Hrvatskom

## Naselja u općini
Banuta, Benica, Brezovec, Dolga vas, Dolgovaške Gorice, Dolina pri Lendavi, Dolnji Lakoš, Čentiba, Gaberje, Genterovci, Gornji Lakoš, Hotiza, Kamovci, Kapca, Kot, Lendava, Lendavske Gorice, Mostje, Petišovci, Pince, Pince-Marof, Radmožanci, Trimlini

## Vanjske poveznice
- Službena stranica općine